# 프로테우스 (신화)

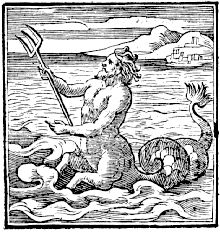
프로테우스.

프로테우스(그리스어: Πρωτεύς)는 그리스 신화에서 네레우스, 포르퀴스등과와 함께 초기 형태 ‘바다의 신’ 중 하나이다. 올림포스 신들의 시대에는 바다의 신 포세이돈의 아들로 여겨지기도 하고, 포세이돈의 물개들을 관리하는 목자로 여겨지기도 했다.  전승에 따라서는 네레우스와 도리스의 아들 또는 오케아노스의 아들로 여겨지기도 했다.
다른 바다의 신들처럼 프로테우스도 모습을 자유자재로 바꿀 수 있는 변신술이 있었다. 뛰어난 예언 능력을 가져 찾아오는 사람들이 많았지만, 이방인을 싫어하여 변신술을 통해 도망치는 것으로 유명했다고 한다. 후대로 가며 바다의 신이 아닌 이집트의 왕으로 묘사되기도 하였다.  

## 같이 보기
- 오레스테이아